# Резольют
Резольют (англ. Resolute, інуктитут ᖃᐅᓱᐃᑦᑐᖅ "Qausuittuq") — село у Канаді у регіоні Кікіктаалук території Нунавут. Розташоване на півдні острова Корнуолліс, на березі затоки Резольют протоки Барроу. Населення села становить 214 людей станом на 2011 рік. 
У селі є аеропорт (англ. Resolute Bay Airport). 

## Назва
Ескімоська назва Куасуттук означає "місце без світанку".

## Клімат
Село знаходиться у зоні, котра характеризується кліматом полярних пустель. Найтепліший місяць — липень із середньою температурою 4.5 °C (40.1 °F). Найхолодніший місяць — лютий, із середньою температурою -32.4 °С (-26.4 °F).
| Клімат Резольюта        | Клімат Резольюта | Клімат Резольюта | Клімат Резольюта | Клімат Резольюта | Клімат Резольюта | Клімат Резольюта | Клімат Резольюта | Клімат Резольюта | Клімат Резольюта | Клімат Резольюта | Клімат Резольюта | Клімат Резольюта | Клімат Резольюта |
| Показник                | Січ.             | Лют.             | Бер.             | Квіт.            | Трав.            | Черв.            | Лип.             | Серп.            | Вер.             | Жовт.            | Лист.            | Груд.            | Рік              |
| Абсолютний максимум, °C | −0,8             | −3,9             | −2,7             | 0                | 6,1              | 13,9             | 18,5             | 15,3             | 9,4              | 1,6              | −2,8             | −3,6             | 18,5             |
| Середній максимум, °C   | −28,6            | −29              | −26,8            | −18,3            | −7,4             | 2,6              | 7,3              | 4,2              | −2               | −10,5            | −19,5            | −24,5            | −12,7            |
| Середня температура, °C | −32              | −32,4            | −30,2            | −21,8            | −10,3            | 0,4              | 4,5              | 2                | −4,1             | −13,4            | −22,7            | −27,9            | −15,7            |
| Середній мінімум, °C    | −35,3            | −35,8            | −33,6            | −25,3            | −13,3            | −1,9             | 1,7              | −0,3             | −6,1             | −16,4            | −25,9            | −31,3            | −18,6            |
| Абсолютний мінімум, °C  | −52,2            | −52              | −51,7            | −42,1            | −29,4            | −16,7            | −3,1             | −9,3             | −20,6            | −37,3            | −42,8            | −46,1            | −52,2            |
| Норма опадів, мм        | 4.2              | 3.9              | 7.4              | 6.7              | 8.7              | 14.6             | 28.1             | 33.8             | 22.6             | 16               | 9.6              | 5.7              | 161.2            |
| Днів з опадами          | 5,9              | 5,2              | 7,2              | 6,6              | 9,2              | 8,1              | 10               | 13,4             | 13,5             | 12,1             | 8,4              | 6,3              | 106              |
| Днів з дощем            | 0                | 0                | 0                | 0                | 0,4              | 3,9              | 10               | 9                | 2,2              | 0,3              | 0                | 0                | 25,7             |
| Днів зі снігом          | 6,1              | 5,3              | 7,3              | 6,8              | 9,7              | 6,1              | 3                | 7,5              | 12,3             | 12,3             | 8,6              | 6,5              | 91,4             |
| ----------------------- | ---------------- | ---------------- | ---------------- | ---------------- | ---------------- | ---------------- | ---------------- | ---------------- | ---------------- | ---------------- | ---------------- | ---------------- | ---------------- |
| Джерело: Weatherbase    |                  |                  |                  |                  |                  |                  |                  |                  |                  |                  |                  |                  |                  |

## Населення
Населення села Резольют за переписом 2011 року становить 214 людини і для нього характерним є зменшення у період від переписів 2006 й 2011 років: 
- 2001 рік - 215 осіб,[5]

- 2006 рік – 229 особи,[5]

- 2011 рік – 214 осіб.[1]

Дані про національний склад населення, рідну мову й використання мов у селі Кейп-Дорсет, отримані під час перепису 2011 року, будуть оприлюднені 24 жовтня 2012 року. Перепис 2006 року дає такі дані:
- корінні жителі – 200 осіб,
- некорінні - 30 осіб.

| Мова              | Кількість населення, осіб |
| Тільки англійська | 85                        |
| Тільки французька | 0                         |
| Інша мова (мови)  | 150                       |

| Мова                                          | Кількість населення, осіб |
| Тільки англійська                             | 220                       |
| Тільки французька                             | 0                         |
| Французька і англійська                       | 0                         |
| Не володіють ані англійською, ані французькою | 10                        |

| Мова                         | Кількість населення, осіб |
| Англійська                   | 155                       |
| Французька                   | 0                         |
| Неофіційна мова              | 65                        |
| Англійська і неофіційна мови | 10                        |

| Мова                         | Кількість населення, осіб |
| Англійська                   | 100                       |
| Неофіційна мова              | 40                        |
| Англійська і неофіційна мови | 0                         |